# Kujbyševskij rajon (Oblast' di Novosibirsk)
Il Kujbyševskij rajon in russo Kyйбышевский Район? è un rajon situato nell'Oblast' di Novosibirsk, nella Siberia meridionale, in Russia. La capitale del distretto è la cittadina di Kujbyšev.